# Skîbînți, Trosteaneț
Skîbînți (în ucraineană Скибинці) este un sat în comuna Hlîbociok din raionul Trosteaneț, regiunea Vinnița, Ucraina.

## Demografie
Componența lingvistică a localității Skîbînți
     Ucraineană (97,59%)
     Rusă (2,41%)
Conform recensământului din 2001, majoritatea populației localității Skîbînți era vorbitoare de ucraineană (97,59%), existând în minoritate și vorbitori de rusă (2,41%).